# Sam Bewley
Sam Bewley (ur. 22 lipca 1987 w Rotorua) – nowozelandzki kolarz torowy i szosowy, zawodnik należącej do dywizji UCI WorldTeams drużyny Mitchelton-Scott. Dwukrotny brązowy medalista olimpijski i trzykrotnie brązowy mistrzostw świata.

## Kariera
Dwa razy występował w igrzyskach olimpijskich. W 2008 roku w Pekinie zdobył brązowy medal (razem z Haydenem Roulstonem, Markiem Ryanem i Jessem Sergentem) w wyścigu na dochodzenie drużynowo. Sukces powtórzył cztery lata później podczas igrzysk w Londynie. Brązowy medalista mistrzostw świata i srebrny igrzysk Wspólnoty Narodów w 2010 roku oraz mistrz świata juniorów (2005) w drużynowym wyścigu na dochodzenie.

## Najważniejsze zwycięstwa i sukcesy

### kolarstwo torowe
2005
- 1. miejsce w mistrzostwach świata juniorów (wyścig drużynowy na dochodzenie)
- 2. miejsce w mistrzostwach świata juniorów (wyścig indywidualny na dochodzenie)

2008
- 1. miejsce w mistrzostwach Nowej Zelandii (scratch)
- 1. miejsce w mistrzostwach Nowej Zelandii (wyścig punktowy)
- 3. miejsce w igrzyskach olimpijskich (wyścig drużynowy na dochodzenie)

2009
- 1. miejsce w mistrzostwach Nowej Zelandii (omnium)

2010
- 3. miejsce w mistrzostwach świata (wyścig drużynowy na dochodzenie)

2012
- 3. miejsce w mistrzostwach świata (wyścig drużynowy na dochodzenie)
- 3. miejsce w igrzyskach olimpijskich (wyścig drużynowy na dochodzenie)

### kolarstwo szosowe
2012
- 3. miejsce w mistrzostwach świata (wyścig drużynowy na czas)